# 철백금
철백금(Polyxene)은 대체로 백금에 철 등이 포함되어 있는 고용체 원소광물의 하나이다. 백금, 철, 이리듐, 로듐, 구리, 팔라듐, 니켈 등의 고용체로 되어있는데, 그 함량은 백금 80 - 88%, 철 9 - 11%, 이리듐 1 - 4% 정도이다. 그 외 기계적 혼입물로서 오스뮴이리듐광, 크롬첨정석류, 규산염 광물등이 갇혀있기도 한다. 흔히 자연에서 나오는 백금은 철백금 상태로 나올 때가 많다. 영문명 polyxene 은 그리스어로 많은을 뜻하는 πολύς 와 이상한을 뜻하는  ξένος 의 합성어로 백금 외에 이것저것이 많이 섞여들어간 조성임을 나타내고 있다.
보통 철과 백금과의 관계는 원자비로 1:3 - 2:3 정도로 하여, 화학식으로는 FePt2, 혹은 Fe2Pt3으로 한다.

## 결정구조
등축정계, 육팔면체정족이며, 결정형태는 입방체, 4회대칭축을 따라 연장된 형태, 위-능면체 등도 나온다. 하지만 보통은 불규칙한 입자덩이들이다. 결정형으로 나올 때는 (100), (110), (210), (310), (320), (530) 면이 잘 나타난다.
(100) 및 (110)면을 따라서 접합쌍정 혹은 합생이 나타날 수 있다.

## 물리적 성질
색은 은백색에서 회색에 이르기까지의 색이 나오며 조흔색은 백색이다. 벽개는 없으나 결정형인 경우 결정의 면을 따라 나타날 수 있다. 불평탄한 단구를 가지며, 금속광택을 낸다.
모스경도는 4 - 4.5 정도, 비중은 15 - 19정도로 실제로는 다른 광물이나 기체로 충전된 공극에 의해 작을 수 있다. 강자성체이다.

## 광학적 성질
연마편에서 반사색은 은백색, 반사능은 녹색광 70%·귤색광 73%·적색광 70%이다. 이는 유질동상 혼입물에 따라 다를 수 있다.

## 산출상태와 한반도에서의 산출지
순감람암 등의 초고철질암과 성인적으로 연계되어 있는 광상에서 크롬첨정석, 크롬투휘석, 감람석과 함께 나온다. 표사에서도 나올 수 있다. 백금족 금속을 얻기 위한 중요한 광물원료로, 동-니켈광석에서 쉽게 얻을 수 있다.
한반도에서는, 함경북도 김책시 장현동의 감람석질휘암, 감람석암 중의 동-니켈광석에서 휘석의 입자사이 균열을 충전해 섬유상으로 나타나거나 동-니켈유화광물광염대의 변두리에 나타나고 있다.

## 같이 보기
- 백금
- 철
- 이리듐
- 팔라듐

## 참고 문헌
- 서왈선 외. 조선광물지 (1) 과학기술출판사.1994, p. 171 - 172

1. 1 2  http://www.mindat.org/min-6057.html